# Ercheia cinereotincta
Ercheia cinereotincta är en fjärilsart som beskrevs av Embrik Strand 1914. Ercheia cinereotincta ingår i släktet Ercheia och familjen nattflyn. Inga underarter finns listade i Catalogue of Life.